# Csedzsu SK FC
A Csedzsu United FC (hangul: 제주 유나이티드, handzsa: 濟州 유나이티드 FC) egy dél-koreai labdarúgóklub, melynek székhelye Csedzsu-szigetén található. A klubot 1982-ben alapították Jukong FC néven és a K League 1-ben szerepel.
A dél-koreai bajnokságot egy alkalommal (1989) nyerték meg. Hazai mérkőzéseiket a Csedzsu Világbajnoki Stadionban játsszák. A stadion 42 256 néző befogadására alkalmas. A klub hivatalos színei a vörös-narancsssárga.

## Névváltoztatások
- 1982–1983: Jukong Football Club
- 1983–1996: Jukong Elephants Football Club
- 1996–1997: Bucshon Jukong Football Club
- 1997–2006: Bucshon SK Football Club
- 2006: Csedzsu Football Club

## Sikerlista
- Dél-koreai bajnok (1): 1989